# Mauricio Pedemonte
Mauricio Pedemonte (Mendoza, Argentina, 13 de mayo de 1970) es un entrenador de baloncesto argentino. Durante varios años fue jugador profesional en su país, desempeñándose en la posición de alero. Aunque la mayor parte de sus temporadas en actividad las disputó con equipos de la segunda y la tercera división del baloncesto argentino, entre 1999 y 2002 compitió en la Liga Nacional de Básquet, llegando a ser reconocido como jugador revelación del certamen en 2000.
Es padre de Juan Pablo Pedemonte -jugador profesional de baloncesto- y de Constanza Pedemonte -jugadora profesional de voleibol. 

## Trayectoria como jugador
| Club                                     | País      | Año         |
| ---------------------------------------- | --------- | ----------- |
| Independiente de General Pico            | Argentina | 1987 - 1989 |
| Mendoza de Regatas                       | Argentina | 1990 - 1996 |
| Ben Hur                                  | Argentina | 1996 - 1998 |
| Central Entrerriano                      | Argentina | 1998 - 1999 |
| Independiente de General Pico            | Argentina | 1999 - 2000 |
| Obras                                    | Argentina | 2000 - 2001 |
| Gimnasia y Esgrima de Comodoro Rivadavia | Argentina | 2001 - 2002 |
| Conarpesa Madryn                         | Argentina | 2002 - 2003 |
| Sionista                                 | Argentina | 2003 - 2004 |
| Quimsa                                   | Argentina | 2004 - 2006 |
| Anzorena                                 | Argentina | 2006 - 2009 |

## Selección nacional
Pedemonte fue miembro de los seleccionados juveniles de baloncesto de Argentina, llegando a integrar el equipo que conquistó el Campeonato Sudamericano de Baloncesto de Cadetes de 1987. 

## Trayectoria como entrenador
| Club              | País      | Año             |
| ----------------- | --------- | --------------- |
| Anzorena          | Argentina | 2015 - 2016     |
| Quimsa (femenino) | Argentina | 2017 - 2021     |
| Atenas de Mendoza | Argentina | 2022 - 2024     |
| Godoy Cruz        | Argentina | 2024 - Presente |